# Boreaphilus
Boreaphilus är ett släkte av skalbaggar som beskrevs av Sahlberg 1832. Boreaphilus ingår i familjen kortvingar.
Släktet innehåller bara arten Boreaphilus henningianus.